# La Géripont
La Géripont est un hameau de la commune de Bertrix, dans la province de Luxembourg en Belgique.

## Histoire
Déjà en 644, le ruisseau des alleines qui traverse le Géripont apparait dans une charte de Sigesberg II sous son nom latin alisna.
Il a fait partie de la commune de Cugnon jusqu'en 1899, date à laquelle elle a rejoint la commune d'Auby-sur-Semois.
Auby-sur-Semois a été fusionnée avec Bertrix en 1977, date de la grande fusion de communes en Belgique. Cugnon fait également partie de Bertrix depuis 1977.

## Géographie
Le hameau est traversé par le ruisseau Les Aleines, affluent de la Semois.
Il est situé à une altitude moyenne de 400 mètres.

## Site de grand intérêt biologique
C'est également un site de grand intérêt biologique.

## Ardoisière
Durant l'automne 1991, une ardoisière a été redécouverte. Celle-ci était abandonnée depuis plus d'un siècle. Sa date de fondation se situe entre le XVIe siècle et XVIIIe siècle, ce qui en fait une des plus anciennes de la province du Luxembourg. On y découvrit un ouvrage hydraulique à moitié submergé.